# 萊克維尤 (紐約州)
萊克維尤（英語：Lakeview）是位於美國紐約州拿騷縣的普查規定居民點。

## 人口
根據2020年美國人口普查的數據，萊克維尤的面積為3.10平方千米，當中陸地面積為2.59平方千米，而水域面積為0.51平方千米。當地共有人口6077人，而人口密度為每平方千米1,960.32人。